# Potamolejeunea polyantha
Potamolejeunea polyantha là một loài Rêu trong họ Lejeuneaceae. Loài này được (Mont.) Reiner, Maria Elena & Goda mô tả khoa học đầu tiên năm 1999.